# Otus mirus
Mocho-d'orelhas-de-mindanau ou mocho-de-orelhas-serrano-de-mindanau (Otus mirus) é uma espécie de ave estrigiforme pertencente à família Strigidae.